# Tommy Svindal Larsen
Tommy Svindal Larsen (ur. 11 sierpnia 1973 w Skien) – norweski piłkarz grający na pozycji defensywnego pomocnika.

## Kariera klubowa
Karierę piłkarską Svindal Larsen rozpoczął w klubie Odds BK z rodzinnego miasta Skien. W 1988 roku awansował do kadry pierwszego zespołu i zadebiutował w jego barwach w drugiej lidze norweskiej. Po 2 latach gry w Odds BK odszedł do pierwszoligowego Startu. W 1992 roku ponownie grał w Odds BK, a w 1993 roku wrócił do Startu.
W 1995 roku Svindal Larsen ponownie zmienił klub i przeszedł do Stabæk Fotball. Piłkarzem tego klubu był przez 7 sezonów. W 1998 roku zdobył z nim Puchar Norwegii, a także zajął 3. miejsce w lidze, najwyższe za czasów gry w Stabæku.
W połowie 2001 roku Svindal Larsen został zawodnikiem niemieckiego 1. FC Nürnberg. W Bundeslidze zadebiutował 18 listopada 2001 w wygranym 2:0 domowym meczu z Hansą Rostock. 5 lutego 2002 w meczu ze Stuttgartem (2:3) strzelił swojego pierwszego gola w Bundeslidze. Wiosną 2003 spadł z Nürnberg do drugiej ligi, ale w sezonie 2004/2005 ponownie grał w niemieckiej ekstraklasie.
W połowie 2005 roku Svindal Larsen wrócił do Norwegii, do zespołu Odds BK. W 2007 roku spadł z nim z pierwszej do drugiej ligi, a od 2009 roku ponownie występuje w norweskiej pierwszej lidze.
| Sezon   | Klub           | Kraj     | Rozgrywki     | Mecze | Bramki |
| ------- | -------------- | -------- | ------------- | ----- | ------ |
| 1989    | Odds BK        | Norwegia | Adeccoligaen  | 11    | 2      |
| 1990    | Odds BK        | Norwegia | Adeccoligaen  | 22    | 7      |
| 1991    | Odds BK        | Norwegia | Adeccoligaen  | 1     | 0      |
| 1991    | IK Start       | Norwegia | Tippeligaen   | 16    | 1      |
| 1992    | Odds BK        | Norwegia | Adeccoligaen  | 23    | 5      |
| 1993    | IK Start       | Norwegia | Tippeligaen   | 21    | 0      |
| 1994    | IK Start       | Norwegia | Tippeligaen   | 22    | 1      |
| 1995    | Stabæk Fotball | Norwegia | Tippeligaen   | 21    | 5      |
| 1996    | Stabæk Fotball | Norwegia | Tippeligaen   | 25    | 0      |
| 1997    | Stabæk Fotball | Norwegia | Tippeligaen   | 17    | 0      |
| 1998    | Stabæk Fotball | Norwegia | Tippeligaen   | 25    | 3      |
| 1999    | Stabæk Fotball | Norwegia | Tippeligaen   | 21    | 3      |
| 2000    | Stabæk Fotball | Norwegia | Tippeligaen   | 22    | 0      |
| 2001    | Stabæk Fotball | Norwegia | Tippeligaen   | 25    | 3      |
| 2001/02 | 1. FC Nürnberg | Niemcy   | Bundesliga    | 21    | 1      |
| 2002/03 | 1. FC Nürnberg | Niemcy   | Bundesliga    | 30    | 0      |
| 2003/04 | 1. FC Nürnberg | Niemcy   | 2. Bundesliga | 29    | 1      |
| 2004/05 | 1. FC Nürnberg | Niemcy   | Bundesliga    | 29    | 0      |
| 2005    | Odds BK        | Norwegia | Tippeligaen   | 11    | 1      |
| 2006    | Odds BK        | Norwegia | Tippeligaen   | 23    | 1      |
| 2007    | Odds BK        | Norwegia | Tippeligaen   | 19    | 0      |
| 2008    | Odds BK        | Norwegia | Adeccoligaen  | 27    | 1      |
| 2009    | Odds BK        | Norwegia | Tippeligaen   | 22    | 0      |
| 2010    | Odds BK        | Norwegia | Tippeligaen   | 15    | 0      |
| 2011    | Odds BK        | Norwegia | Tippeligaen   | 23    | 0      |

## Kariera reprezentacyjna
W reprezentacji Norwegii Svindal Larsen zadebiutował 24 czerwca 1996 roku w zremisowanym 0:0 towarzyskim spotkaniu z Hiszpanią. W swojej karierze grał także m.in. w eliminacjach do MŚ 1998, MŚ 2002, Euro 2004, MŚ 2006 i Euro 2008. Od 1996 do 2007 roku rozegrał w kadrze narodowej 24 mecze. Grał także w młodzieżowych reprezentacjach Norwegii.
| Mecze i gole w reprezentacji | Mecze i gole w reprezentacji | Mecze i gole w reprezentacji | Mecze i gole w reprezentacji | Mecze i gole w reprezentacji | Mecze i gole w reprezentacji | Mecze i gole w reprezentacji |
| #                            | Data                         | Stadion                      | Rywal                        | Wynik                        | Gol                          | Rozgrywki                    |
| 1996                         | 1996                         | 1996                         | 1996                         | 1996                         | 1996                         | 1996                         |
| ---------------------------- | ---------------------------- | ---------------------------- | ---------------------------- | ---------------------------- | ---------------------------- | ---------------------------- |
| 1.                           | 24.04.1996                   | Oslo, Norwegia               | Hiszpania                    | 0:0                          | 0                            | towarzyski                   |
| 2.                           | 02.06.1996                   | Oslo, Norwegia               | Azerbejdżan                  | 5:0                          | 0                            | el. MŚ 1998                  |
| 1998                         |                              |                              |                              |                              |                              |                              |
| 3.                           | 18.11.1998                   | Kair, Egipt                  | Egipt                        | 1:1                          | 0                            | towarzyski                   |
| 1999                         |                              |                              |                              |                              |                              |                              |
| 4.                           | 20.01.1999                   | Tel Awiw, Izrael             | Izrael                       | 1:0                          | 0                            | towarzyski                   |
| 5.                           | 22.01.1999                   | Umm al-Fahm, Izrael          | Estonia                      | 3:3                          | 0                            | towarzyski                   |
| 2000                         |                              |                              |                              |                              |                              |                              |
| 6.                           | 16.08.2000                   | Helsinki, Finlandia          | Finlandia                    | 1:3                          | 0                            | towarzyski                   |
| 2001                         |                              |                              |                              |                              |                              |                              |
| 7.                           | 24.01.2001                   | Hongkong, Hongkong           | Korea Południowa             | 3:2                          | 0                            | towarzyski                   |
| 8.                           | 28.02.2001                   | Belfast, Irlandia Północna   | Irlandia Północna            | 4:0                          | 0                            | towarzyski                   |
| 9.                           | 24.03.2001                   | Oslo, Norwegia               | Polska                       | 2:3                          | 0                            | el. MŚ 2002                  |
| 10.                          | 28.03.2001                   | Mińsk, Białoruś              | Białoruś                     | 1:2                          | 0                            | el. MŚ 2002                  |
| 2002                         |                              |                              |                              |                              |                              |                              |
| 11.                          | 07.09.2002                   | Oslo, Norwegia               | Dania                        | 2:2                          | 0                            | el. ME 2004                  |
| 12.                          | 16.10.2002                   | Oslo, Norwegia               | Bośnia i Hercegowina         | 2:0                          | 0                            | el. ME 2004                  |
| 2003                         |                              |                              |                              |                              |                              |                              |
| 13.                          | 12.02.2003                   | Heraklion, Grecja            | Grecja                       | 0:1                          | 0                            | towarzyski                   |
| 14.                          | 02.04.2003                   | Luksemburg, Luksemburg       | Luksemburg                   | 2:0                          | 0                            | el. ME 2004                  |
| 15.                          | 30.04.2003                   | Dublin, Irlandia             | Irlandia                     | 0:1                          | 0                            | towarzyski                   |
| 2004                         |                              |                              |                              |                              |                              |                              |
| 16.                          | 09.10.2004                   | Glasgow, Szkocja             | Szkocja                      | 1:0                          | 0                            | el. MŚ 2006                  |
| 17.                          | 13.10.2004                   | Oslo, Norwegia               | Słowenia                     | 3:0                          | 0                            | el. MŚ 2006                  |
| 2005                         |                              |                              |                              |                              |                              |                              |
| 18.                          | 30.03.2005                   | Kiszyniów, Mołdawia          | Mołdawia                     | 0:0                          | 0                            | el. MŚ 2006                  |
| 19.                          | 24.05.2005                   | Oslo, Norwegia               | Kostaryka                    | 1:0                          | 0                            | towarzyski                   |
| 2006                         |                              |                              |                              |                              |                              |                              |
| 20.                          | 24.05.2006                   | Oslo, Norwegia               | Paragwaj                     | 2:2                          | 0                            | towarzyski                   |
| 21.                          | 01.06.2006                   | Oslo, Norwegia               | Korea Południowa             | 0:0                          | 0                            | towarzyski                   |
| 22.                          | 02.09.2006                   | Budapeszt, Węgry             | Węgry                        | 4:1                          | 0                            | el. ME 2008                  |
| 23.                          | 06.09.2006                   | Oslo, Norwegia               | Mołdawia                     | 2:0                          | 0                            | el. ME 2008                  |
| 2007                         |                              |                              |                              |                              |                              |                              |
| 24.                          | 07.02.2007                   | Rijeka, Chorwacja            | Chorwacja                    | 1:2                          | 0                            | towarzyski                   |